# Royal Rumble (2003)
Royal Rumble (2003) — шестнадцатое в истории рестлинг-шоу Royal Rumble, организованное World Wrestling Entertainment (WWE). Оно состоялось 19 января 2003 года в Бостоне, Массачусетс на арене «Флит-центр»

## Результаты
| №                    | Матч                                                                                   | Тип матча                                                      | Время |
| -------------------- | -------------------------------------------------------------------------------------- | -------------------------------------------------------------- | ----- |
| 1ПШ                  | Спайк Дадли победил Стивена Ричардса (с Викторией)                                     | Матч один на один                                              | 3:36  |
| 2                    | Брок Леснар победил Биг Шоу (с Полом Хейманом)                                         | Матч один на один за право участия в матче «Королевская битва» | 6:28  |
| 4                    | «Братья Дадли» (Бабба Рэй Дадли и Ди-Вон Дадли) победили Лэнса Шторма и Уильяма Ригала | Командный матч за титул командных чемпионов WWE                | 7:23  |
| 5                    | Торри Уилсон победила Дон Мари Уилсон                                                  | Матч один на один                                              | 3:36  |
| 6                    | Скотт Штайнер победил Трипл Эйч (с Риком Флэром) по дисквалификации                    | Матч один на один за титул чемпиона мира в тяжёлом весе        | 18:12 |
| 8                    | Курт Энгл победил Криса Бенуа                                                          | Матч один на один за титул чемпиона WWE                        | 20:05 |
| 9                    | Брок Леснар выиграл «Королевскую битву»                                                | Матч «Королевская битва» 30-ти рестлеров                       | 53:39 |
| ПШ — матч на пре-шоу |                                                                                        |                                                                |       |

### Матч «Королевская битва»
Красным ██ обозначены рестлеры RAW, синим ██ обозначены рестлеры SmackDown!. Рестлеры выходили каждые 2 минуты.
| Рестлер | Рестлер            | Кто выбил | Кто выбил                           | Время |
| ------- | ------------------ | --------- | ----------------------------------- | ----- |
| 1       | Шон Майклз         | 1         | Крис Джерико                        | 2:29  |
| 2       | Крис Джерико       | 14        | Тестом                              | 38:53 |
| 3       | Кристофер Новински | 2         | Рей Мистерио                        | 7:35  |
| 4       | Рей Мистерио       | 3         | Крис Джерико                        | 5:40  |
| 5       | Эйдж               | 10        | Крис Джерико                        | 11:13 |
| 6       | Кристиан           | 9         | Крис Джерико                        | 9:12  |
| 7       | Чаво Гуерреро      | 8         | Эйдж                                | 7:21  |
| 8       | Таджири            | 6         | Крис Джерико                        | 4:51  |
| 9       | Билл ДеМотт        | 4         | Эйдж                                | 2:22  |
| 10      | Томми Дример       | 5         | Крис Джерико и Кристиан             | 1:11  |
| 11      | Би2                | 7         | Эйдж                                | 0:33  |
| 12      | Роб Ван Дам        | 26        | Каином                              | 33:08 |
| 13      | Мэтт Харди         | 21        | Броком Леснаром                     | 27:28 |
| 14      | Эдди Гуерреро      | 13        | Букером Ти                          | 16:37 |
| 15      | Джефф Харди        | 11        | Робов Ван Дамом                     | 7:32  |
| 16      | Роузи              | 12        | Каином                              | 10:32 |
| 17      | Тест               | 17        | Батистой                            | 19:05 |
| 18      | Джон Сина          | 22        | Гробовщик                           | 21:09 |
| 19      | Чарли Хаас         | 20        | Броком Леснаром                     | 17:18 |
| 20      | Рикиши             | 18        | Батистой                            | 14:25 |
| 21      | Джамал             | 23        | Гробовщик                           | 16:17 |
| 22      | Каин               | 28        | Гробовщик                           | 20:44 |
| 23      | Шелтон Бенджамин   | 19        | Броком Леснаром                     | 11:03 |
| 24      | Букер Ти           | 16        | Шелтоном Бенджамином и Чарли Хаасом | 6:40  |
| 25      | А-Поезд            | 25        | Каином и Робом Ван Дамом            | 11:45 |
| 26      | Мэйвен             | 24        | Гробовщик                           | 8:29  |
| 27      | Голдаст            | 15        | Чарли Хаасом                        | 0:59  |
| 28      | Батиста            | 27        | Гробовщик                           | 10:12 |
| 29      | Брок Леснар        | -         | ПОБЕДИТЕЛЬ                          | 9:17  |
| 30      | Гробовщик          | 29        | Броком Леснаром                     | 7:30  |

## Остальные
| Комментаторы - Майкл Коул — SmackDown! - Тазз — SmackDown! - Джерри «Король» Лоулер — RAW / Королевская Битва - Джим Росс — RAW / Королевская Битва Испанские комментаторы - Карлос Кабрера - Хьюго Савинович Судьи - Майк Киода — SmackDown! - Брайан Хебнер — SmackDown! - Джим Кордерас — SmackDown! - Майк Спаркс — SmackDown! - Джек Доан — RAW - Ник Патрик — RAW - Чад Паттон — RAW - Чарльз Робинсон — RAW | Так же - Эрик Бишофф — Генеральный менеджер RAW - Тони Чимел — Аннонсер - Говард Финкель — Аннонсер - Тони Гареа — Официальное лицо - Стефани МакМэхон — Генеральный менеджер SmackDown! - Шон Морли — Глава охраны RAW - Сержант Слотер — Официальное лицо - Терри — Интервьюер |